# Nihel Landolsi
Nihel Landolsi-Bouchoucha (ar. نهال الأندلسي- بوشوشة;ur. 1 lipca 1995) – tunezyjska judoczka. Olimpijka z Tokio 2020, gdzie zajęła siedemnaste miejsce w wadze średniej.
Uczestniczka mistrzostw świata w 2019, 2021, 2022 i 2023. Startowała w Pucharze Świata w latach 2014–2017, 2022 i 2023. Srebrna medalistka igrzysk śródziemnomorskich w 2022. Wicemistrzyni igrzysk afrykańskich w 2019 i trzecia w 2015. Triumfatorka igrzysk panarabskich w 2023. Sześciokrotna medalistka mistrzostw Afryki w latach 2017 - 2023.

## Letnie Igrzyska Olimpijskie 2020
| Konkurencja | Eliminacje            | Klas. końcowa |
| Konkurencja | Przeciwnik I          | Miejsce       |
| ----------- | --------------------- | ------------- |
| 70 kg       | Anna Bernholm (SWE) P | 17.           |